# Lucius Anicius Gallus
Lucius Anicius Gallus (i. e. 2. század) római államférfi, katona, i. e. 168-ban praetor peregrinusi címmel a harmadik római–makedón háborúban a római sereget parancsnokló Lucius Aemilius Paullus alvezére, i. e. 160-ban consul volt.

## Életútja
Az i. e. 171-ben kirobbant harmadik római–makedón háború negyedik évében, i. e. 168-ban a katonai rátermettségét már bizonyító Aemilius Paullust nevezték ki consullá és a makedónok ellen küzdő sereg parancsnokává. Paullus azonnal leváltotta az illíriai seregrész kudarcot kudarcra halmozó vezérét, és Anicius Gallust állította a helyébe. Időközben az addig semlegesnek mutatkozó Illír Királyság uralkodója, Genthiosz szövetséget kötött Perszeusz makedón királlyal, és i. e. 168 januárjában Basszania ostromával megindította a háborút Róma ellen. Az Anicius Gallus irányította római sereg felmentette Basszaniát, megfutamította az epidamnoszi partoknál portyázó illír flottát, majd magát az illír királyt is foglyul ejtette Szkodra bevétele után. A háború ezzel egy hónap alatt véget ért, az Illír Királyság területe római fennhatóság alá került. Anicius Gallus még részt vett a makedónok oldalára állt molosszok elleni büntetőhadjáratban, majd visszatért Rómába, ahol i. e. 167 februárjában sor került az illírek felett aratott győzelme diadalmenetére.
I. e. 160-ban Marcus Cornelius Cethegusszal együtt consullá választották, de az ókori szerzők nem jegyezték fel consuli tevékenységének részleteit. Cicero is csupán azt emelte ki az i. e. 160-as évvel kapcsolatban, hogy a bortermésben kivételesen jó évjárat volt (Cicero: Brutus, 287.). I. e. 154-ben kilenc szenátortársával együtt tagja volt annak a római küldöttségnek, amely Kis-Ázsiába utazott, hogy a II. Prusziasz bithüniai király és II. Attalosz pergamoni király közötti békében közvetítsen (Polübiosz: Hisztoriai, 33. könyv 7.). A bithüniai uralkodó ellenállásán azonban diplomáciai útjuk megbukott, így a római követek II. Attaloszt arra ösztönözték, hogy országa védelmét erősítse meg, de egy háború kirobbantásától tartsa távol magát. A hazaútjuk során útjukba eső országok vezetőit arra buzdították, hogy II. Prusziaszt ne támogassák a továbbiakban (Hisztoriai, 33. könyv 12.).

## Fordítás
- Ez a szócikk részben vagy egészben  a   Lucius Anicius Gallus című francia Wikipédia-szócikk ezen változatának fordításán alapul.  Az eredeti cikk szerkesztőit annak laptörténete sorolja fel. Ez a jelzés csupán a megfogalmazás eredetét és a szerzői jogokat jelzi, nem szolgál a cikkben szereplő információk forrásmegjelöléseként.